# Червоні Аси
Червоні Аси (англ. Red Aces) — пілотажна команда ВПС Філіппін.

## Історія
Сформована у 1971 році для участі у святкуванні тижня авіації в аеропорті Маніли. Літаки й пілоти до команди були взяті з 7-ї ескадрильї 5-го винищувального крила. Команда дислокувалася на авіабазі Баса (провінція Пампанга) та виступала на винищувачах F-86 Sabre.
У 1974 році у зв'язку з постановкою на озброєння літаків Vought F-8 Crusader F-86 були зняті з експлуатації, і команда була об'єднана з іншою філіппінською командою Червоні Аси в пілотажну групу «Шаблі» (англ. Sabres). Команда проіснувала кілька років, але зрештою була розформована через паливну кризу.
У 1996 році «Червоні Аси» були відновлені як окрема команда, цього разу на п'ятьох навчально-тренувальних літаках Aermacchi S-211. Команда продовжує виступати й, зокрема, регулярно виступає на Міжнародному фестивалі повітряних куль на авіабазі Кларк (провінція Пампанга).